# Almazora
Almazora (en valenciano y oficialmente, Almassora) es un municipio de la Comunidad Valenciana, España. Situado en el sureste de la provincia de Castellón, en la comarca de la Plana Alta. Cuenta con 26 270 habitantes (INE, 2019).

## Toponimia
El origen del topónimo es incierto. Puede derivar del árabe المحصورة (al-maḥṣūra, «la cercada») o bien de المنصورة (al-manṣūra, «la victoriosa»).

## Geografía
Integrado en la comarca de Plana Alta, se sitúa a 5 kilómetros del centro de Castellón de la Plana. El término municipal está atravesado por las siguientes carreteras:
- Autopista del Mediterráneo (AP-7): permite conexión rápida con Valencia y Barcelona.
- Autovía de La Plana (CV-10): cruza la provincia de norte a sur hasta conectar con la autovía A-7.
- Carretera nacional N-340: permite comunicación con Castellón de la Plana y Villarreal. En el municipio está desdoblada para dar acceso al sur de capital provincial.
- Carretera autonómica CV-18: conecta Castellón de la Plana con Burriana y Nules.
- Carretera local CV-183: permite el acceso al puerto de Castellón.
- Carretera CV-1840: permite el acceso a la playa de Almazora.

El relieve está definido por la margen izquierda del río Mijares, río que pasa por la casa del Ches, hasta su desembocadura, y por un terreno plano con leves ondulaciones. La altitud oscila entre los 90 m al oeste y el nivel del mar. El pueblo se encuentra a 36 m sobre el nivel del mar.
| Noreste: Castellón de la Plana | Norte: Castellón de la Plana | Noreste: Castellón de la Plana |
| Oeste: Onda                    |                              | Este: Mar Mediterráneo         |
| Suroeste: Villarreal           | Sur: Villarreal              | Sureste: Burriana              |

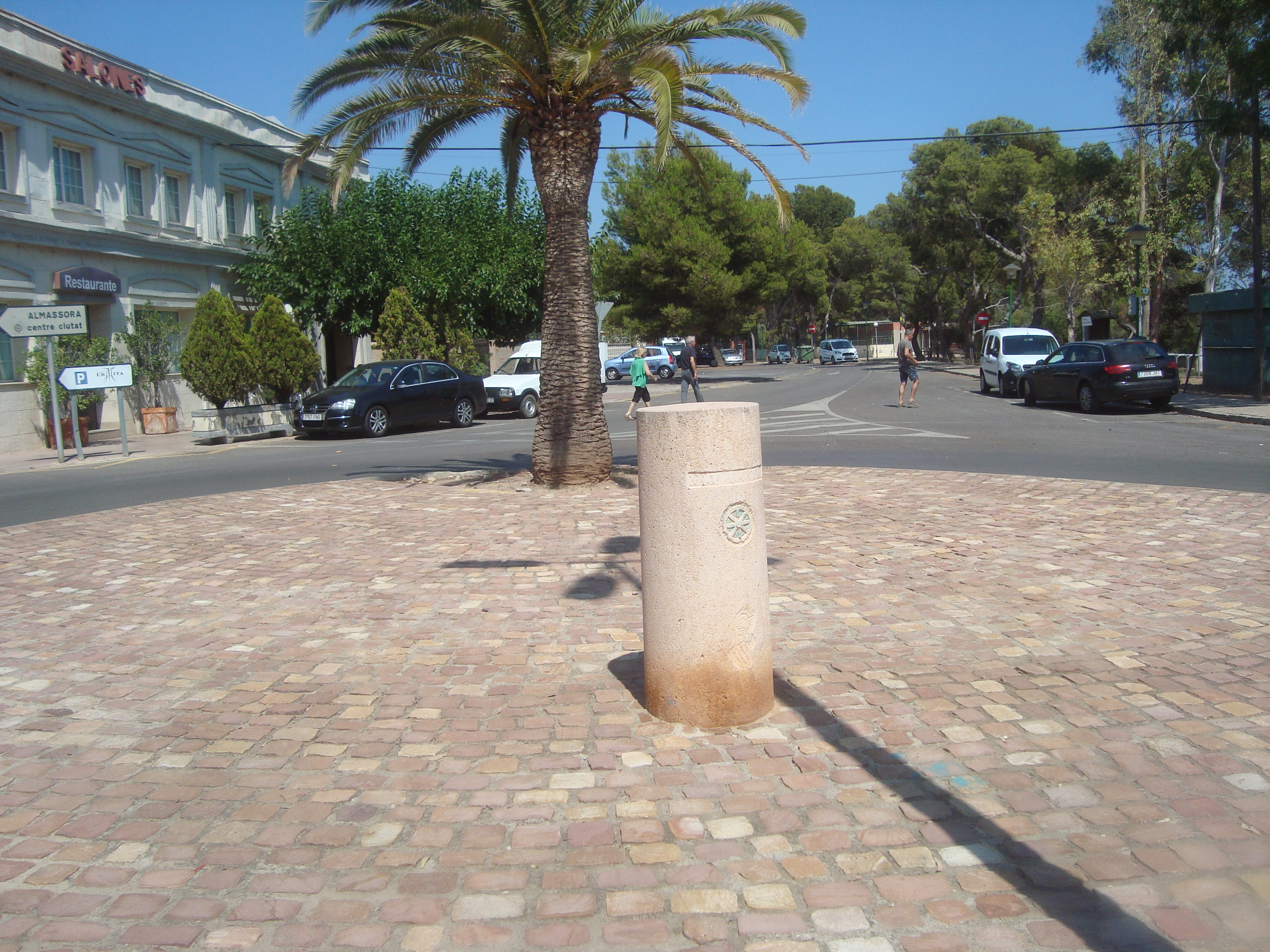
La Vía Augusta a su paso por el término de Almazora.

Aparece más o menos en la intersección de dos importantísimas vías de comunicación desde la antigüedad, el río y el viejo camino prerromano que atraviesa toda la comarca de la Plana de norte a sur en un trayecto paralelo al mar, marcando dos niveles geológicos. El nivel inferior, entre este camino y el mar, originariamente pantanoso y cubierto de espesa vegetación, fue transformado parcialmente en huerta por los romanos y los árabes. El nivel superior, hasta su línea de contacto con el secano, se convertirá en la vieja huerta de la Plana y en algunos lugares, este camino representa la divisoria entre el secano y el regadío. Este "Caminàs", "Camino Ancho" o "Gran Camino" sigue hacia el sur hasta enlazar con la Vía Augusta de los romanos.
Por Almazora pasa el meridiano de Greenwich, en el paseo marítimo hay un hermoso monumento que marca el punto exacto.

### Clima
De acuerdo con la clasificación climática de Koppen, el clima de Almazora es semiárido frío (BSk), si bien está cerca del límite con el clima mediterráneo (Csa).
| Parámetros climáticos promedio de Observatorio de Almazora (43 m s. n. m.) (Periodo de referencia: 1991-2020, extremos: 1976-presente) | Parámetros climáticos promedio de Observatorio de Almazora (43 m s. n. m.) (Periodo de referencia: 1991-2020, extremos: 1976-presente) | Parámetros climáticos promedio de Observatorio de Almazora (43 m s. n. m.) (Periodo de referencia: 1991-2020, extremos: 1976-presente) | Parámetros climáticos promedio de Observatorio de Almazora (43 m s. n. m.) (Periodo de referencia: 1991-2020, extremos: 1976-presente) | Parámetros climáticos promedio de Observatorio de Almazora (43 m s. n. m.) (Periodo de referencia: 1991-2020, extremos: 1976-presente) | Parámetros climáticos promedio de Observatorio de Almazora (43 m s. n. m.) (Periodo de referencia: 1991-2020, extremos: 1976-presente) | Parámetros climáticos promedio de Observatorio de Almazora (43 m s. n. m.) (Periodo de referencia: 1991-2020, extremos: 1976-presente) | Parámetros climáticos promedio de Observatorio de Almazora (43 m s. n. m.) (Periodo de referencia: 1991-2020, extremos: 1976-presente) | Parámetros climáticos promedio de Observatorio de Almazora (43 m s. n. m.) (Periodo de referencia: 1991-2020, extremos: 1976-presente) | Parámetros climáticos promedio de Observatorio de Almazora (43 m s. n. m.) (Periodo de referencia: 1991-2020, extremos: 1976-presente) | Parámetros climáticos promedio de Observatorio de Almazora (43 m s. n. m.) (Periodo de referencia: 1991-2020, extremos: 1976-presente) | Parámetros climáticos promedio de Observatorio de Almazora (43 m s. n. m.) (Periodo de referencia: 1991-2020, extremos: 1976-presente) | Parámetros climáticos promedio de Observatorio de Almazora (43 m s. n. m.) (Periodo de referencia: 1991-2020, extremos: 1976-presente) | Parámetros climáticos promedio de Observatorio de Almazora (43 m s. n. m.) (Periodo de referencia: 1991-2020, extremos: 1976-presente) |
| Mes | Ene. | Feb. | Mar. | Abr. | May. | Jun. | Jul. | Ago. | Sep. | Oct. | Nov. | Dic. | Anual |
| --- | --- | --- | --- | --- | --- | --- | --- | --- | --- | --- | --- | --- | --- |
| Temp. máx. abs. (°C) | 28.0 | 28.8 | 30.8 | 30.6 | 35.0 | 38.8 | 40.6 | 39.4 | 36.0 | 33.4 | 29.0 | 25.4 | 40.6 |
| Temp. máx. media (°C) | 15.6 | 16.4 | 18.7 | 21.0 | 24.1 | 27.9 | 30.4 | 30.7 | 27.8 | 23.9 | 19.1 | 16.1 | 22.6 |
| Temp. media (°C) | 11.0 | 11.7 | 13.8 | 16.0 | 19.3 | 23.1 | 25.8 | 26.2 | 23.2 | 19.4 | 14.7 | 11.8 | 18.0 |
| Temp. mín. media (°C) | 6.4 | 6.9 | 8.9 | 11.1 | 14.4 | 18.3 | 21.2 | 21.6 | 18.6 | 15.0 | 10.2 | 7.5 | 13.4 |
| Temp. mín. abs. (°C) | -4.4 | -2.2 | 0.4 | 2.8 | 5.2 | 10.2 | 12.0 | 12.2 | 9.8 | 5.4 | -1.8 | -0.6 | -4.4 |
| Precipitación total (mm) | 38 | 26 | 45 | 34 | 36 | 19 | 10 | 20 | 60 | 54 | 53 | 40 | 435 |
| Días de precipitaciones (≥ 1 mm) | 3.6 | 3.1 | 3.7 | 4.2 | 4.3 | 2.6 | 1.7 | 2.5 | 4.8 | 4.4 | 4.1 | 4.0 | 43.1 |
| Días de nevadas (≥ 0.01 mm) | 0.0 | 0.0 | 0.0 | 0.0 | 0.0 | 0.0 | 0.0 | 0.0 | 0.0 | 0.0 | 0.0 | 0.0 | 0.1 |
| Horas de sol | 183 | 192 | 226 | 252 | 291 | 318 | 341 | 301 | 240 | 217 | 183 | 170 | 2922 |
| Humedad relativa (%) | 64 | 62 | 62 | 60 | 60 | 59 | 61 | 64 | 65 | 67 | 64 | 66 | 63 |
| Fuente: Agencia Estatal de Meteorología                                                                                                | | | | | | | | | | | | | |

### Localidades limítrofes
El término municipal de Almazora limita con las localidades de Castellón de la Plana (y su distrito marítimo Grao de Castellón), Villarreal, Onda y Burriana, todas ellas de la provincia de Castellón.

## Historia
Al contemplar el plano del término municipal se observa la existencia de antiguos habitantes siempre en los márgenes del río. Ello lo prueba la existencia de distintos yacimientos arqueológicos entre los que destacan: el Torrelló de Boverot y sus urnas funerarias; los abrigos rupestres con soterramientos; las antiguas acequias romanas, el posible hostal situado en la Vía Augusta, conocida en época romana como "Seb elaci" y el casi desaparecido poblado medieval de la Vila Seca. Así, el castillo de Almazora, si bien es musulmán, está asentado sobre restos arqueológicos de periodos anteriores, Ibéricos y del Bronce Medio. 

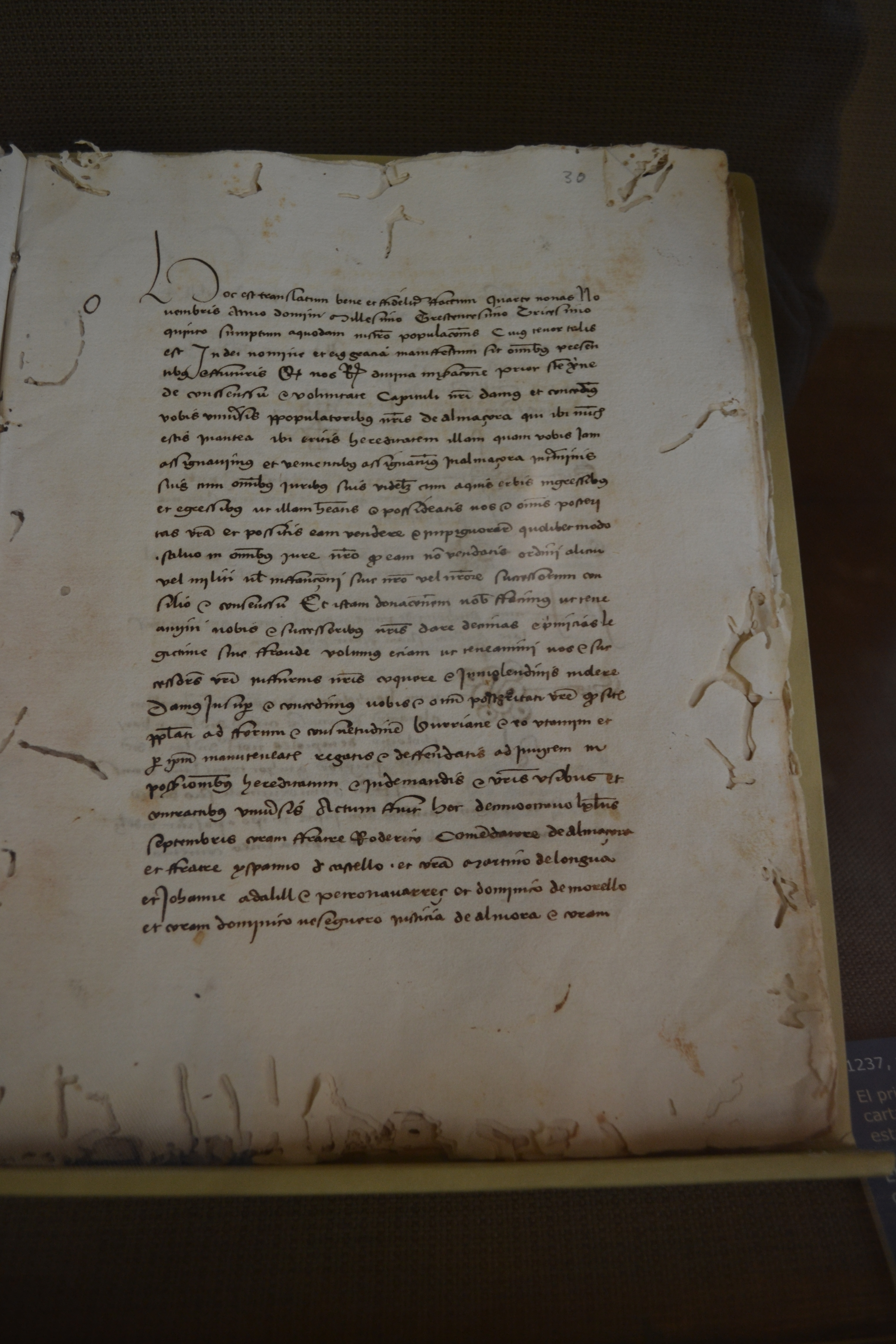
Carta Puebla de Almazora (1237)

En el núcleo urbano se conservan algunos registros importantes, como los restos de lienzos de la muralla cristiana en la calle Tremedal, la lápida epigráfica y la funeraria romana que se contempla en las paredes de la iglesia de la Natividad y la puerta de la plaza Mayor del siglo XVI. En los alrededores de la ermita de San José se encontró una necrópolis o cementerio musulmán, perteneciente a una alquería anterior a la conquista de Jaime I de Aragón. Finalmente, y dentro del mar Mediterráneo, se conservan y se registran restos submarinos de un posible puerto romano, delante de la playa "Ben-afeli".
Es indudable su origen árabe; basta ver su toponimia. Fue conquistada por el rey Jaime I en 1234 quien otorgó su primera carta puebla, a fuero de Aragón, en 1237. Más tarde, en 1312, fue concedido su señorío al obispo de Tortosa.

## Demografía
Almazora cuenta con una población de 28 497 habitantes (INE 2024).
| Gráfica de evolución demográfica de Almazora entre 1842 y 2021                                                      |
| |
| Población de derecho según los censos de población del INE Población de hecho según los censos de población del INE |

## Barrios y pedanías

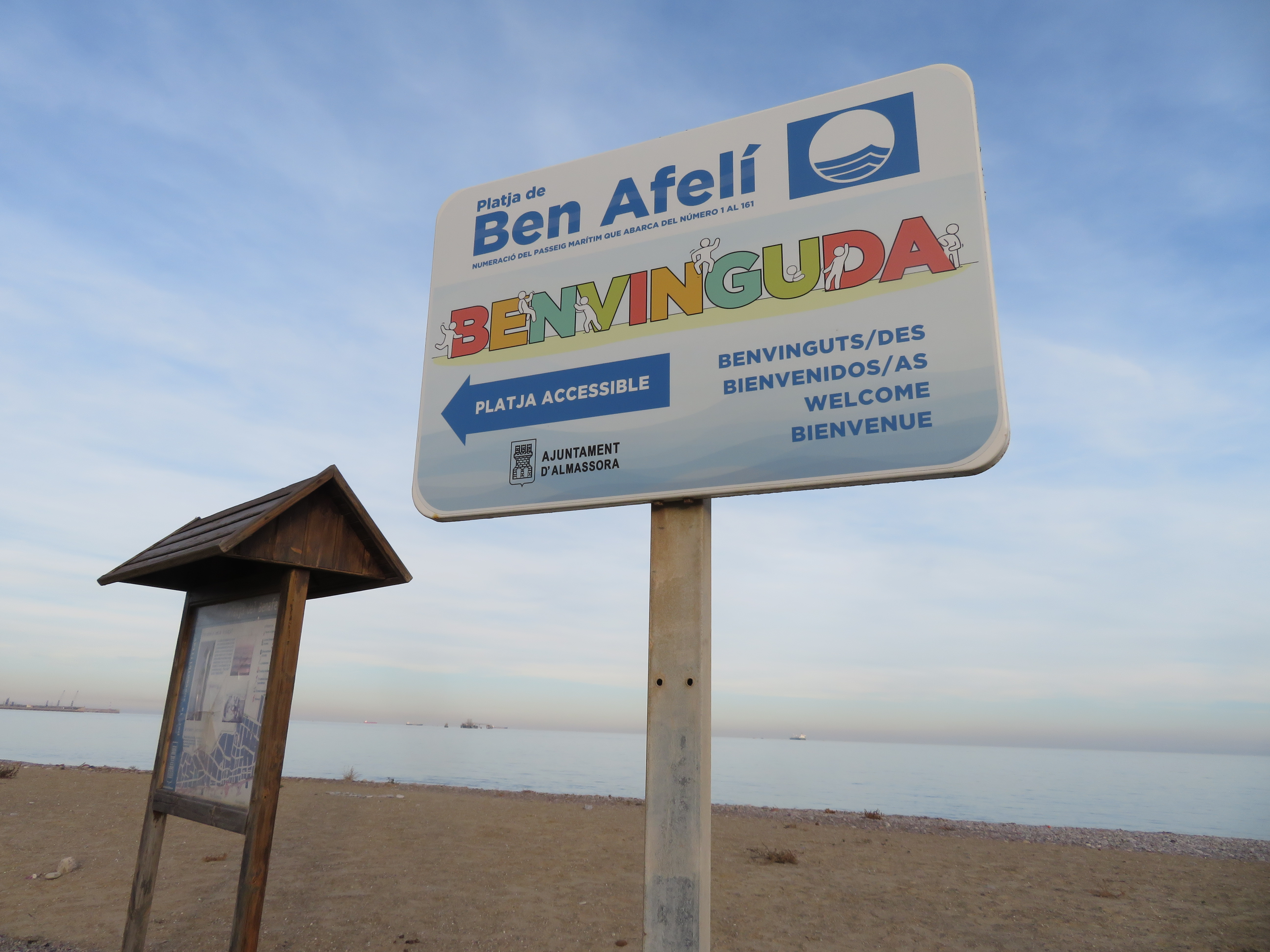
Playa de Ben Afeli de Almassora.

En el término municipal de Almassora se integran también los siguientes núcleos de población:
- Polígono industrial
- La playa Ben-Afelí
- El Secano
- La Huerta
- Pavos
- Pla de la Torre
- Santa Quiteria
- Corell
- Fátima

## Accesos y transporte público
Se accede a esta localidad desde Castellón a través de la N-340 y por la CV-18 a través de la vía de servicio de la CS-22. La CV-1840 lo une con la playa de Almazora. Tiene también acceso ferroviario al contar con apeadero de RENFE, denominado Estación de Almazora, en el que tienen parada trenes de cercanías de la línea C6. Cuenta con un servicio de autobús interurbano con Castellón de la Plana, y de autobús urbano con la playa de Almazora.

## Economía
La principal actividad económica está relacionada con la industria cerámica de pavimentos y revestimientos cerámicos y un amplio sector de servicios para la cerámica; le sigue el sector de la construcción y la agricultura de cítricos en plena transformación varietal.

## Administración y política
| Periodo   | Nombre                                                    | Partido             |
| --------- | --------------------------------------------------------- | ------------------- |
| 1979-1983 | Vicente Vilar Morellà                                     | UCD                 |
| 1983-1987 | Vicente Vilar Morellà                                     | AP                  |

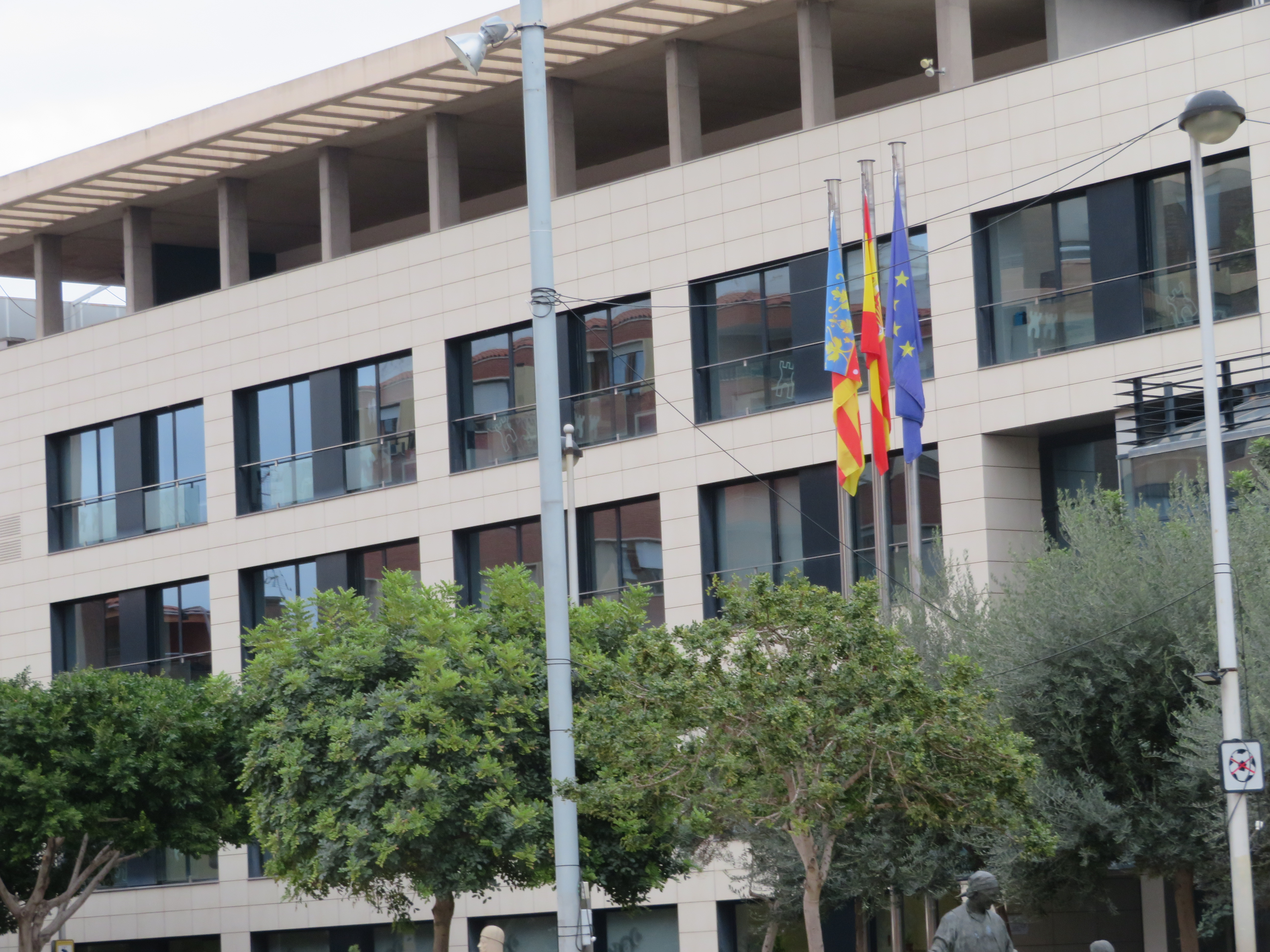
Ayuntamiento

| 1987-1991 | José Manuel Escuriola Serra                               | PSPV-PSOE           |
| 1991-1995 | Vicente Vilar Morellà                                     | PP                  |
| 1995-1999 | Vicente Vilar Morellà                                     | PP                  |
| 1999-2003 | José Luis Agustí Calpe                                    | PSPV-PSOE           |
| 2003-2007 | Vicente Casanova Claramonte                               | PP                  |
| 2007-2011 | Vicente Casanova Claramonte                               | PP                  |
| 2011-2015 | Vicente Casanova Claramonte                               | PP                  |
| 2015-2019 | Susanna Nicolau Hidalgo (2015-2017) Mercedes Galí Alfonso | Compromís PSPV-PSOE |
| 2019-2023 | Mercedes Galí Alfonso                                     | PSPV-PSOE           |
| 2023-act. | María Tormo Casañ                                         | PP                  |

|  | 36,72 % |

|  | 31,78 % |

|  | 14,66 % |

|  | 12,53 % |

|  | 1,66 % |

|  | 1,32 % |

|  | 98,80 % |

|  | 1,19 % |

|  | 1,29 % |

|  | 62,71 % |

|  | 37,28 % |

## Patrimonio

### Religioso

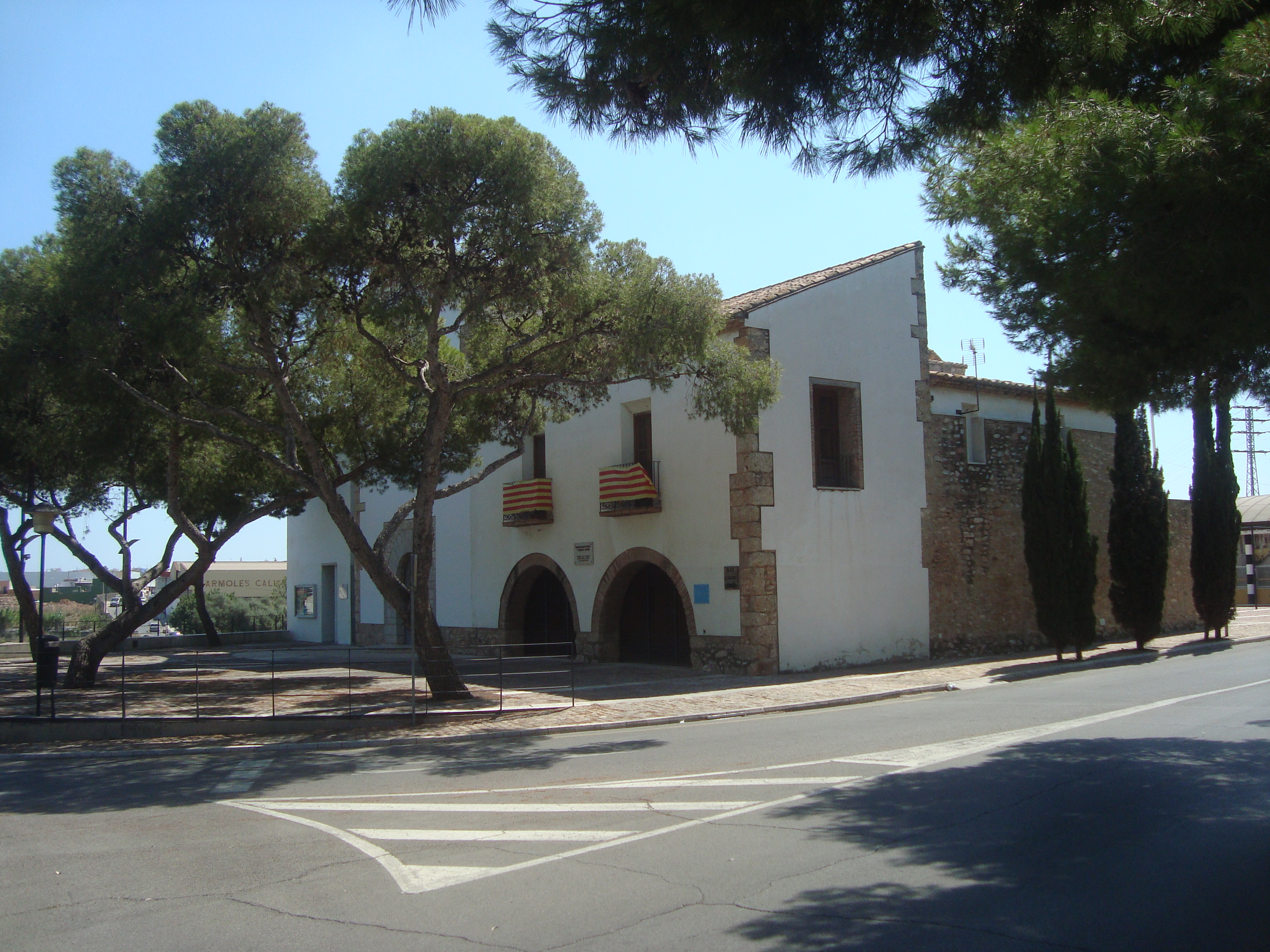
Ermita de Santa Quiteria

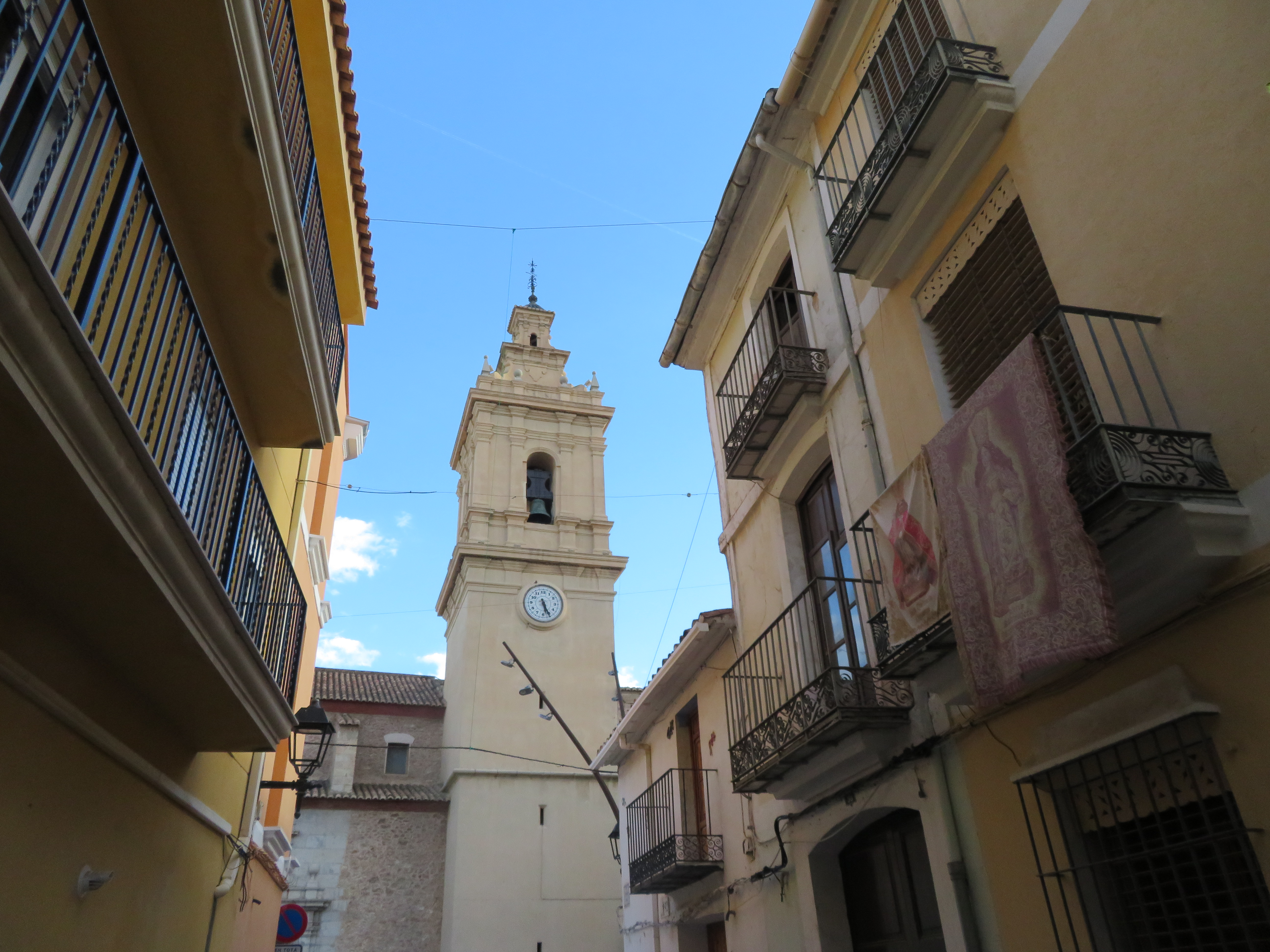
Panorámica del campanario y de la iglesia parroquial de la Natividad

- Ermita de San Antonio. Del siglo XVII. Consta de una fachada con dos arcos que abren un estrecho vestíbulo con dos puertas, la de la ermita y la de la casa del ermitaño. La fachada antiguamente estaba lucida y pintada al igual que las alquerías del término y fue restaurada en 1984. La ermita está rematada con espadaña y cúpula.
- Ermita de Santa Quiteria. En la primera mitad del siglo XVII, ya aparece documentada. Existen indicios que nos llevan a una existencia muy anterior a estas fechas: como es un contrato de 1330 que nos habla de una iglesia junto al Mijares. En 1647 es convertida en refugio y hospital, coincidiendo con la peste que asolaba estas, pudiendo reconstruirse o ampliarse cuando acabó de cumplir esta finalidad. La actual ermita de una sola nave de orden compuesto y con capillas sencillas, es de 1682, según Sarthou Carreres.
- Iglesia parroquial de la Natividad. De estilo barroco (1699), alargada en 1864 al edificarse la capilla de la Comunión; es de una sola nave y capillas entre contrafuertes. Custodia actualmente un lienzo de El Salvador realizado por Joaquín Oliet, así como una buena colección de orfebrería. En la fachada que da a la plaza hay una lápida funeraria romana del siglo I o II de nuestra era, única que subsiste de las transmitidas por los autores, de las encontradas en el término.

### Civil

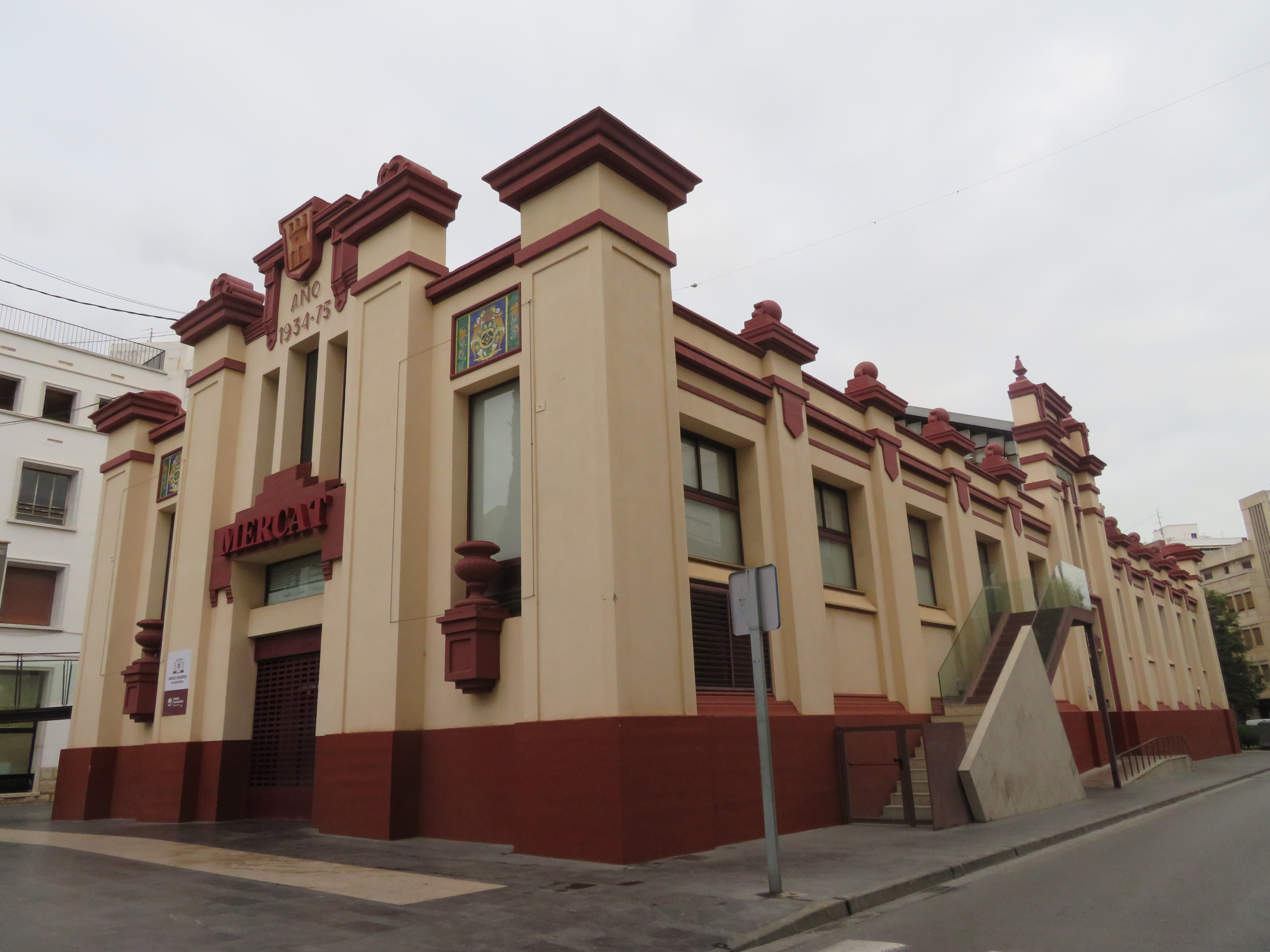
Mercado Central de la villa de Almassora. Edificio modernista.

- Casa del Médico Castell: edificio de estilo modernista valenciano que data de 1905.
- Torrelló de Boverot: zona arqueológica. Después de diversos años de excavaciones arqueológicas en el Torrelló de Boverot, se ha podido determinar que este núcleo de población se asienta en este lugar alrededor del 1200 a. C. y que perdura hasta alrededor del 160-140 a. C. casi con la conquista romana. A lo largo de este período, se suceden distintas fases y momentos de ocupación que siempre acaban con la intervención de otros pueblos que saquean y destrozan la mayor parte del hábitat. Posteriormente y ya en la última fase de la ocupación del poblado, al final del momento Ibérico, siglo II a. C., se hallan diversas viviendas que se alinean en torno a una calle central de un metro de anchura, donde se han encontrado unas escaleras con cuatro peldaños.
- Puente de Santa Quiteria
- Puente medieval de la Pila. Documentado en 1278, se encuentra en el cauce del río muy cerca del puente de la carretera de Burriana.
- El Azud. Cerca de la ermita se halla también el "Azud" que desvía las aguas del río para el riego de las huertas de Almazora y Castellón, por un lado y las de Burriana y Nules por el otro "azud" más moderno, justo debajo del anterior. El que recoge las aguas para Almazora y Castellón, fue comenzado en 1886 según proyecto de Salvador Flors, la presa es obra de Tomás Traver de sillería labrada midiendo 106 m de longitud y fue inaugurado en 1895.
- La Villa. En su emplazamiento actual, en su casco antiguo la "Vila" conserva vestigios de la muralla medieval que la envolvía, en las actuales calles de Borriana, Colón y Darremur. Hay que mencionar los pórticos en la plaza del Ayuntamiento Viejo, del siglo XV, así como la llamada "Casa de la Oficialidad". El plano urbano de la "Vila" presenta calles rectas, típicas de las poblaciones de Reconquista. El crecimiento desde fines del siglo XIX ha hecho que la población se extendiese hacia el arrabal de Castellón y hacia el Calvario (ya desaparecido y contaba con frescos de Oliet), zonas de secano donde se sitúan las nuevas edificaciones y la vida comercial de la villa.
- Puente sobre el Mijares. Construido, según reza su lápida, entre 1784 y 1790; fue realizado bajo proyecto y dirección del arquitecto Bartolomé Ribelles Dalmau. Consta de trece arcos de 9 m de altura y presenta pretil de líneas severas y lisas. En las proximidades del puente se alza el monumento rematado por un monolito, dedicado a los héroes procedentes de Almazora, Castellón y Villarreal, que el 9 de marzo de 1810, durante la Guerra de la Independencia, se enfrentaron a los franceses en ese mismo lugar.
- Meridiano de Greenwich. Monumento en el Passeig Marítim.

### Patrimonio natural
- La desembocadura del río Mijares.

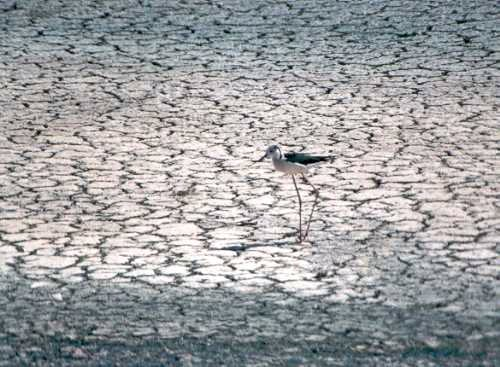
Les Goles

- Les Goles. Zona húmeda que destaca por la diversidad de aves: hasta 207 especies diferentes se llegaron a registrar hace unos años. Hoy en día el paraje está muy desmejorado por los graves impactos que viene soportando, pero a pesar de todo aún conserva, las mejores poblaciones de camalonga y gallo de cañal de Castellón.

## Fiestas

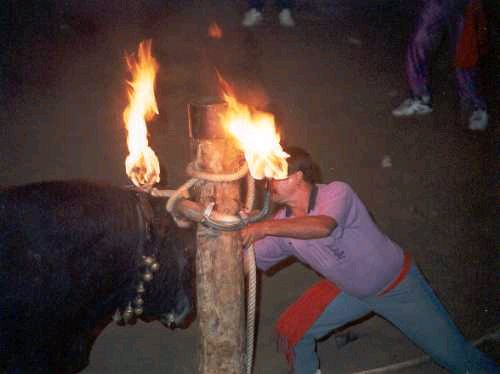
Toro embolado

- San Antonio. Se celebra el 17 de enero con la bendición los animales, recorriendo las calles del pueblo y al final se enciende la hoguera y se reparte la Moneta en casa del Clavario. Y todo acabado, todos participan en una cena con habas, altramuces y vino dulce.
- Semana Santa. En la Semana Santa hay procesiones con las cofradías del Santísimo Cristo del Calvario, Caballeros del Santo Sepulcro, penitentes de San Francisco y de la Virgen de los Dolores.
- Santa Quiteria. En mayo se celebra Santa Quiteria, donde alrededor del día de la Santa y a lo largo de una semana tiene lugar la fiesta mayor de Almazora: Cabalgata del pregón, con moros, cristianos, vestidos tradicionales, tanto de hombres como de mujeres, desfilan niños y niñas, jóvenes y adultos, "dolçainers y tabaleters", peñas y collas, caballos y carrozas. Al día siguiente toda la vecindad va en romería a la ermita. El veintidós de mayo, día de Santa Quiteria, se realizan las "calderas de arroz".

En la semana siguiente hay actuaciones musicales, competiciones deportivas, cena de "Pa i Porta", y toros.
- Mare de Déu del Roser Similar, aunque de menor importancia, a las fiestas de Sta. Quiteria
- San Juan. Se celebra con el solsticio de verano, las hogueras y el agua en la noche más corta del año.